# Parafia Trójcy Świętej w Jeżewie
Parafia Trójcy Świętej w Jeżewie – rzymskokatolicka parafia w Jeżewie. Należy do dekanatu jeżewskiego Diecezji pelplińskiej. Erygowana w XIV wieku.